# 张瑜 (篮球运动员)
张瑜（1986年2月12日—），辽宁朝阳人，中国女子篮球运动员，曾参加2008年夏季奥林匹克运动会女子篮球比赛。她是篮球运动员张伟的同胞姐姐。